# Cezarion
Cezarion, pravim imenom Ptolemej XV. Cezar (grč. Πτολεμαίος ΙΕ' Καίσαρ) (47. pr. Kr. – 30. pr. Kr), bio je sin Kleopatre VII. i, najvjerojatnije, Gaja Julija Cezara.
Iako ne raspolažemo povijesnim dokazima, vjerojatno ga je dao smaknuti Oktavijan 30. pr. Kr., nakon pobjede nad Markom Antonijem i Kleopatrom u građanskom ratu, kako bi ostao jedini Cezarov nasljednik. Prema Plutarhu, Cezarion je s velikim dijelom državne riznice uspio pobjeći u Indiju. 
Iako je njegova majka Kleopatra imala svu vlast, Cezarion je bio posljednji faraon helenističkog Egipta. Njegovom smrću je završila dinastija Ptolemejevića, koja je vladala Egiptom od 305. p. Kr. Nakon smrti Kleopatre i Cezariona Egipat je postao jednom od rimskih provincija.